# Edward W. Soja

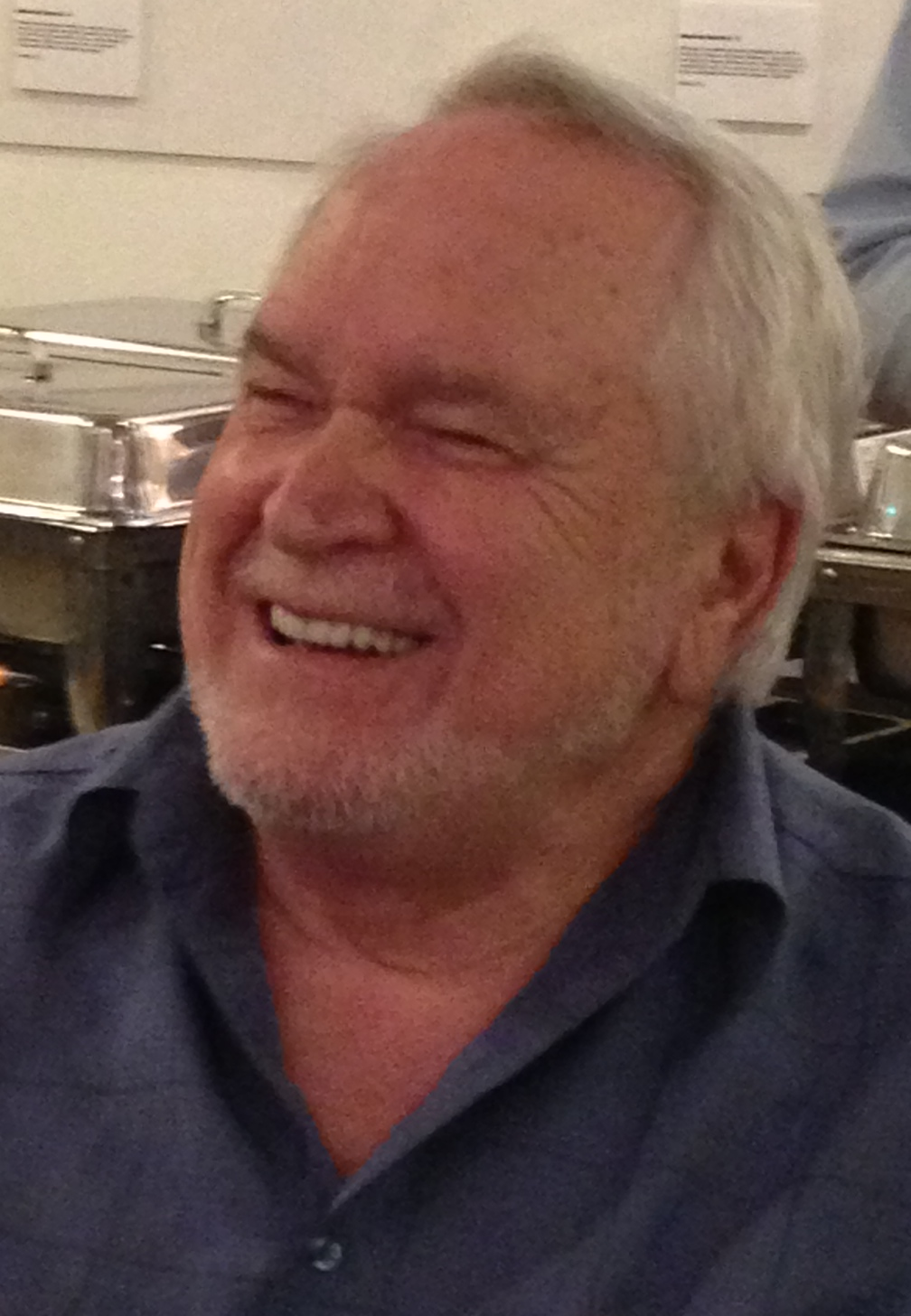
Edward Soja in Singapore in 2013.

Edward William Soja (New York, 4 mei 1940 – Los Angeles, 2 november 2015) was een Amerikaanse geograaf en stedenbouwkundige, en hoogleraar planologie aan de Universiteit van Californië - Los Angeles.

## Levensloop
Edward Soja groeide op in The Bronx in New York in een gezin van Poolse immigranten. Hij zou later zeggen dat de culturele veelzijdigheid van dit deel van New York zeer bepalend was geweest voor zijn ontwikkeling als geograaf. Ieder kind ontwikkelt spelend op straat zijn eigen mentale kaart van de buurt. Soja's aandacht ging al snel verder dan zijn directe leefomgeving. Hij was gefascineerd door plaatsen en steden verder weg en hij besteedde veel aandacht aan het inventariseren van stedelijke kenmerken op wereldschaal. Soja ronde zijn middelbareschooltijd af op de Stuyvesant High School, waar in het lesprogramma veel aandacht werd geschonken aan de exacte wetenschappen. Er werd op deze school ook cartografie-onderwijs verzorgd, waarvoor Soja veel belangstelling had.
Na de highschool studeerde Soja aan het Hunter College, een van de weinige onderwijsinstellingen in zijn omgeving waar de mogelijkheid bestond een specialisatie in de geografie te volgen. Zijn Master of Science behaalde hij aan de University of Wisconsin en daarna vertrok hij naar de Universiteit van Syracuse om te werken aan zijn promotie. Het onderwerp van zijn proefschrift was de stedelijke planning in Kenia. Hij deed archiefonderzoek in Londen en veldwerk in Kenia. De thesis werd afgerond onder de titel The Geography of Modernization in Kenya: A Spatial Analysis of Social, Economic and Political Change (1968).
In 1965 werd Soja wetenschappelijk medewerker aan de Northwestern University in Chicago. Het geografische onderzoek aan deze universiteit was in die periode sterk gericht op de kwantitatieve geografie. Hij bleef 7 jaar verbonden aan deze universiteit en deed in die periode ook geruime tijd onderzoek in Nigeria en Kenya. Tot 1979 was het overgrote deel van zijn publicaties gericht op Afrika.
In 1972 werd Soja benoemd op de leerstoel "Urban Planning" (planologie) bij de Universiteit van Syracuse (UCLA). Deze benoeming betekende tevens een radicale verschuiving in zijn opvattingen over de geografie. Hij bleef verbonden aan deze universiteit tot zijn overlijden in 2015.
Soja kwam naar Los Angeles in een periode dat de stad geconfronteerd werd met groeiende tegenstellingen tussen rijk en arm. De stad trok duizenden migranten uit met name Mexico, terwijl tegelijk de economische groei haperde en de werkloosheid toenam. Soja zocht naar een verklaring voor de sterke sociaal-ruimtelijke tegenstellingen in Los Angeles, en stimuleerde zijn studenten zich te richten op het vinden van oplossingen voor de ruimtelijke ongelijkheid.

## Wetenschappelijk werk

### The Geography of Modernization in Kenya, 1968
Soja begon zijn wetenschappelijke carrière met onderzoek naar de ontwikkeling van de modernisering in Kenia, wat resulteerde in de publicatie van The Geography of Modernization in Kenya in 1968. In dit werk keek hij vanuit een ruimtelijke invalshoek naar de snelle ontwikkeling op sociaal, economisch en politiek gebied, en gebruikte daarbij zowel traditionele cartografische beschrijving als kwantitatieve analysetechnieken. In de overgang van een traditionele samenleving naar modernere vormen van sociaaleconomisch gedrag en politieke organisatie werden verscheidene sociaalgeografische processen onderkend, die een actieve rol speelde in de ontwikkeling. 
Het moderniseringsproces kreeg volgens Soja gestalte met de ruimtelijke ontwikkeling van de netwerken van sociale communicatie. Hij ontwikkelde een geografie van de modernisering, die toegepast werd in verdere analyse van de interactie tussen traditionele en moderne communicatiesystemen. Om deze interactie in kaart te brengen selecteerde Soja 25 sleutelvariabelen, waaronder demografische kenmerken, opleiding, economie, communicatie en transport. Deze gegevens waren voor elk district in Kenia beschikbaar. Door middel van hoofdcomponentenanalyse werden de onderliggende ruimtelijke dimensies van het moderniseringsproces blootgelegd.
Juist de selectie van de sleutelvariabelen leidde later tot kritiek. Slater (1973) merkte op dat Soja te veel gericht was op het verzamelen van data die geschikt waren voor een kwantitatieve analyse zonder zich al te veel te bekommeren over de theoretische of ideologische achtergrond van zijn keuze.
In 1979 zou Soja zelf kritisch terugkijken op zijn Kenia-studie en pleiten voor een radicale herziening van de geografische analyse van het moderniseringsproces. Hij realiseerde zich dat de positivistische benadering die ten grondslag lag aan zijn studie onvoldoende was om een verklaring te geven voor de onevenwichtige sociaaleconomische ontwikkeling in dit land. Dit besef betekende tevens de start van een radicale verandering in zijn denken over geografische theorie.

### Postmodern Geographies, 1989
In de jaren 80 werkte Soja aan ruimtelijk georiënteerde postmoderne sociale theorie. Zijn opvattingen over wezen en doelstelling van de sociale geografie veranderden. Zijn werk was ook een reactie op de eenzijdigheid van de kwantitatief geografische aanpak van ruimtelijke vraagstukken. Hij erkende dat ruimte niet een soort toneel was waarop maatschappelijke processen hun gang gaan. Hij ging ruimte zien als een relevante variabele voor het verklaren van maatschappelijke processen. Ruimte was een ideologisch en sociaal product. Dominante visies van de zakenwereld maar ook bijvoorbeeld van natuurontwikkelaars laten ruimten ontstaan die optimaal geschikt zijn voor hun doeleinden (Sharon Zukin (1991) noemde dit machtslandschappen).
In 1989 gepubliceerde Soja het boek Postmodern Geographies: The Reassertion of Space in Critical Social Theory. Met een negental essays probeerde hij antwoord te vinden op de vraag waarom ruimte tot dan toe zo weinig aandacht had gekregen in de sociale theorie in tegenstelling tot de factor tijd. Uitgestrekt over vier essays (H.1, 2, 5 en 6) schetst Soja de contouren voor een nieuwe ontologie voor de begrippen tijd, ruimte en zijn, waarbij o.a. gebruik gemaakt wordt van de inzichten van Michel Foucault, John Berger, Nikos Poulantzas, Anthony Giddens en vooral Henri Lefebvre. Lefebvre gaf hem de overtuiging dat ruimtelijke processen net zo goed bepalend waren voor sociale processen als omgekeerd.
De laatste twee essays zijn gewijd aan een analyse van het stedelijk gebied van Los Angeles. In het voorlaatste essay wordt de stedelijke herstructurering in kaart gebracht. Het laatste, experimentele essay was geïnspireerd door Jorge Luis Borges' korte verhaal El Aleph. In dit verhaal stuit de hoofdpersoon (Borges zelf) op een 'alef,' een plaats waar alle plaatsen en tijden tegelijk waarneembaar zijn, maar die door zijn complexiteit voor Borges als auteur vrijwel niet te beschrijven valt. Soja vat Borges' beschrijving van de alef op als een metafoor voor de dilemma's van de postmoderne geografie. Bij Borges lopen fantasie en werkelijkheid door elkaar en ons traditionele tijdsbegrip is niet langer toepasbaar. Dat geldt ook voor de postmoderne ruimte waar zoveel tegelijk gebeurt. Ook Los Angeles leent zich eigenlijk niet voor een conventionele beschrijving: er zijn te veel conflicterende beelden die zich niet laten vangen in een normale sequentiële beschrijving.
Het boek kan worden beschouwd als een klassieker in de moderne beoefening van de sociale geografie, maar uiteraard zijn er ook kritische opmerkingen geplaatst door onder andere Michael Dear (1990), Elspeth Graham (2006) en Barney Warf (2006). Onder andere verweet men Soja dat hij een eerder marxistische dan postmoderne geografie bedreef, met veel nadruk op de rol van klassenverhoudingen in de vormgeving van de bebouwde omgeving en weinig op ras en gender. Derek Gregory (1994, 301), bijvoorbeeld, noemde Soja's essay te zeer geschreven vanuit een perspectief, terwijl een postmoderne geografie de vele stemmen van de stad zou moeten vertolken.

### Thirdspace, 1996
Soja's doelstelling met Thirdspace (1996) is om ons op een andere manier naar ruimte en ruimtelijke organisatie te laten kijken. Het groeiend besef van gelijktijdige en onderlinge verwevenheid van het sociale, het historische en het ruimtelijke, vraagt volgens hem om een andere benadering van de (ruimtelijke) werkelijkheid.
De eerste hoofdstukken in het werk geven een theoretische onderbouwing van zijn alternatieve benadering van ruimte. Het ontvouwt een zogenoemde "trialectiek van de ruimtelijke gelaagdheid", geïnspireerd door het gedachtegoed van Henri Lefebvre en Michel Foucault. Lefebvre had in zijn werk La production de l'espace (1974; Engelse vertaling 1991) reeds een nieuwe impuls gegeven aan het theoretische debat over ruimte in het sociaalwetenschappelijk onderzoek. Voor Lefebvre heeft ruimte ten minste drie onderling verbonden aspecten en dit idee van een "ruimtelijke triade" wordt door Soja overgenomen.
- Het eerste aspect van de ruimtelijke triade betreft de concrete materiële ruimte waar het menselijk handelen plaatsvindt en zichtbaar wordt. Het is het traditionele aandachtsveld van alle ruimtelijke wetenschappen. Lefebvre noemde het 'espace perçu', Soja hernoemde het tot Firstspace. Belangrijk is dat mensen deze ruimte vorm geven (ruimte is een sociaal product), maar dat anderzijds de geproduceerde ruimte ook een grote invloed heeft op het menselijk handelen.
- Het tweede aspect van de ruimtelijke triade heeft betrekking op de manier waarop we over ruimte denken. Het gaat om theorieën en concepten die gebruikt worden om ruimten in te richten en te ordenen. Lefebvre noemde dit aspect 'espace conçu' en Soja hernoemde het tot Secondspace. Deze conceptuele ruimte is sterk verbonden met macht en ideologie.
- Ten slotte is er Thirdspace, een andere manier van denken over ruimte (Lefebvre noemde het 'espace vécu'). Voor Soja overstijgt Thirdspace de dichotomie van Firstspace en Secondspace. Het is de leefwereld van mensen waarin zowel lokale kennis en praktijken als ook verhalen, ervaringen, waarden en belevenissen zijn gevat. Het omvat ook aspecten van Firstspace en Secondspace. Er zijn tevens relaties met de clandestiene en informele aspecten van het maatschappelijk leven. Thirdspace is voor Soja bij uitstek een benadering waarin ruimten die 'het verschil maken' centraal staan.

Verderop in het werk verkent hij de ruimtelijke aspecten van "marginaliteit" door een analyse van het werk van bel hooks. In haar werk trachtte zij "de ontregelende effecten van marginale posities van mensen" te gebruiken om dominante machtsrelaties af te breken. Verder onderzocht Soja de betekenis van de opvattingen van auteurs als Gloria Anzaldia, Gayatri Spivak, Edward Said en Homi Bhabha voor zijn theorie over Thirdspace.
Soja gaat ook in op de betekenis van de opvattingen van Michel Foucault. Foucault ontwikkelde zijn ideeën over wat in de buurt komt van Thirdspace halverwege de jaren 60, maar lange tijd bleven die onopgemerkt in de wereld van de ruimtelijke wetenschappen. In 1984 werd een serie voordrachten van Foucault uit 1967 gepubliceerd. Het betrof 'Des Espaces autres'. Volgens Foucault zijn er in elke samenleving plaatsen die op de een of andere manier afwijken van wat normaal geacht wordt. Foucault noemt ze "heterotopia", ruimtes of gebeurtenissen waar andere regels gelden dan in de omgeving.
Aan het einde van de theoretische verkenningen concludeert Soja : 
the assertion of an alternative envisioning of spatiality (as illustrated in the heterotopologies of Foucault, the trialectics and thirdings of Lefebvre, the marginality and radical openness of bel hooks, the hybridities of Homi Bhabha) directly challenges (and is intended to challengingly deconstruct) all conventional modes of spatial thinking... (p.163)
Thirdspace is geen 'andere ruimte', die aan de bestaande kan worden toegevoegd. Het is een concept dat bedoeld is om te ontregelen en te deconstrueren.
Het tweede deel van het boek Thirdspace is een beschouwing over de toepasbaarheid van zijn ideeën in de werkelijkheid van Los Angeles en Amsterdam. Zijn vergelijking van beide steden valt uit in het voordeel van Amsterdam. Voor zijn micro-geografische verkenningen verbleef Soja in 1990 enige tijd in de stad, waar hij vanuit de Spuistraat het dagelijks leven observeerde. Er is veel aandacht voor de ruimtelijke effecten van Provo en krakersbeweging.
Het boek eindigt met een pleidooi voor een gelijktijdige toepassing van een micro- en een macroperspectief bij de analyse van stedelijke ontwikkelingen. Geheel in lijn met de uitgangspunten van Thirdspace moeten binaire benaderingen van het micro- en macroperspectief worden vermeden: 
To set them up in antagonistic opposition only constraints critical interpretations and severly limits the possibilities for strategic intervention and radical spatial praxis. Such binarizations as micro vs. Macro, the view from above vs. The view from below, as Lefebvre insisted, are never enough. Il y a toujours l’Autre. There is always an-Other view... (p. 314)
Oorspronkelijk was er nog een deel drie voorzien in dit boek, maar de uitgever adviseerde de inhoud daarvan onder te brengen in een apart boek. Dit werd Postmetropolis.

### Postmetropolis, 2000
Dit boek, getiteld Postmetropolis, verscheen in 2000. Postmetropolis is een algemene term om de verstedelijking in de laatste decennia te kunnen onderscheiden van die in de tweede helft van de 20e eeuw. Het boek kent drie delen.
Het eerste deel 'Remapping the Geohistory of Cityspace' is een beschouwing over de ontwikkeling van de stad sinds het Neolithicum. Soja stelt daarbij de positie van de stad in een regionaal netwerk centraal. Hij introduceert het concept synekisme. Daarmee geeft hij aan dat voor stadsontwikkeling voldoende kritische massa aanwezig moet zijn.
In deel 2, 'Six discourses on the postmetropolis', presenteert Soja een aantal invalshoeken om de huidige stad te benaderen. De ontwikkelingen in Los Angeles dienen steeds als voorbeeld. De zes invalshoeken zijn niet bedoeld als afzonderlijke categorieën, maar moeten in onderlinge samenhang worden bezien. Achtereenvolgens zijn dat:
- Postfordist Industrial Metropolis (elders door hem ook Flexcity genoemd). Hier staat de relatie tussen de moderne industrialisatie en stadsontwikkeling centraal
- Cosmopolis benadrukt de effecten van de globalisering en de daarmee verbonden kapitaalstromen op de positie van steden in globale netwerken
- Exopolis staat voor de herstructurering van de stedelijke morfologie door de ontwikkeling van nieuwe centra buiten de traditionele stadscentra, de effecten van de recente demografische ontwikkelingen en de ruimtelijke segregatie van bevolkingsgroepen
- Fractal city richt de aandacht op het ontstaan nieuwe tegenstellingen en ruimtelijke ongelijkheid
- Carceral Archipelagos (term ontleend aan Michel Foucault). Soja typeert met deze invalshoek de ontwikkeling van afgeschermde en gecontroleerde ruimten in stedelijke gebieden
- Simcities gaat over de groter wordende invloed van media op de ruimtelijke beeldvorming. Het stedelijk leven wordt meer en meer bepaald door een hyperrealiteit

In deel 3 'Lived Space: Rethinking 1992 in Los Angeles' geeft Soja zijn visie op de effecten van het oproer in 1992 naar aanleiding van de uitspraken van de rechtbank in de zaak Rodney King door het presenteren van proza en gedichten van hen die op de een of andere manier betrokken waren bij die gebeurtenissen.

### Seeking Spatial Justice, 2010
In het laatste hoofdstuk van Postmetropolis richtte Soja zijn aandacht al op een geografische benadering van de sociale, economische en culturele ongelijkheid in stedelijke gebieden. 
In Seeking Spatial Justice dat in 2010 verscheen probeert hij op basis van onder andere de inzichten van Lefebvre (diens concept ‘droit à la ville’), Foucault en David Harvey een theoretische basis te vinden voor het realiseren van meer rechtvaardigheid in de stedelijke ruimte. 
Hij is overtuigd van het belang van sociale actie en hij illustreert dat met een overzicht van de ruimtelijke effecten van het lokale activisme in Los Angeles van 1960 [H.4]. Ongelijkheid, onderdrukking en marginalisering kunnen het vertrekpunt vormen voor het opheffen van ruimtelijke ongelijkheid.

### My Los Angeles, 2014
Het in 2014 verschenen boek My Los Angeles is Soja’s meest persoonlijke. Het kan worden getypeerd als zijn wetenschappelijke memoires, een samenvatting van zijn belangrijkste wetenschappelijke werk na 1980. Het geeft nauwelijks nieuwe inzichten.

## Onderscheidingen
In 2015 werd Soja onderscheiden met de Prix Vautrin Lud, door velen beschouwd als de 'Nobelprijs van de geografie.'

## Publicaties, een selectie
- Paden, John N. & Soja, Edward W. (eds.) (1970). The African Experience. (Volume I: Essays; Volume II: Syllabus; Volume IIIa: Bibliography; Volume IIIb: Guide to Resources). Evanston: Northwestern University Press, Program of African Studies (with the support of the U. S. Office of Education)
- Soja, E.W (1971) The Political Organization of Space. Washington, D.C.: Association of American Geographers, Commission on College Geography (Resource Paper, 8). [ook gepubliceerd in: Stephen Gale & Eric G. Moore (eds.) The Manipulated City. Chicago:  Maaroufa Press, 1975; pp. 27–38].
- Soja, E.W. (1989)  Postmodern geographies: the reassertion of space in critical social theory, Londen: Verso
- Soja, E. W. (1989) Modern Geography, Western Marxism, and the Restructuring of Critical Social Theory in: Richard Peet & Nigel Thrift (eds.). New Models in Geography: The Political-Economy Perspective. vol. 2. Londen: Unwin Hyman; pp. 318–347.
- Soja, E.W. (1991) Henri Lefebvre 1901-199, Environment and Planning D: Society and Space, 9(3); pp. 257–259.
- Soja, E.W. (1992) Inside Exopolis: Scènes from Orange County in: Michael Sorkin (ed.) Variations on a Theme Park: The New American City and the End of Public Space. New York: Hill and Wang-Noonday Press; pp. 94–122.
- Soja, E.W.(1995). Postmodern Urbanization: The Six Restructurings of Los Angeles in: Sophie Watson & Kathy Gibson (eds.). Postmodern Cities and Spaces. Oxford & Cambridge: Blackwell; pp. 125–137.
- Soja, E.W (1996) Thirdspace: Journey to Los Angeles and Other Real-and-Imagined Places, Cambridge: Blackwell
- SOJA, E.W. (1996). The Trialectics of Spatiality, Österreichische Zeitschrift für Soziologie, 21; pp. 139–164.
- Scott, Allen J. & Soja, Edward W. (eds.). (1996). The City: Los Angeles and Urban Theory at the End of the Twentieth Century. Berkeley & Los Ángeles: University of California Press
- Soja, E.W. (2000). Putting Cities First: Remapping the Origins of Urbanism in: Gary Bridge & Sophie Watson (eds.). A Companion to the City. Oxford & Malden: Blackwell; pp. 26–34.
- Soja, E.W. (2000). Postmetropolis: Critical Studies of Cities and Regions. Oxford: Blackwell.
- Soja, E.W. (2004). The Centrum Reminds Me... in: Leon Deben, Willem Salet & Marie-Therese van Thoor (eds.). Cultural Heritage and the Future of the Historic Inner City of Amsterdam. Ámsterdam: Aksant Academic Publishers; pp. 23– 34.
- Soja, E.W. (2008). Taking Space Personally in: Barney Warf & Santa Arias (eds.). The Spatial Turn: Interdisciplinary Perspectives. New York & Londen: Routledge; pp. 11–35.
- Soja, E.W. (2010). Seeking Spatial Justice. Minneapolis: Minnesota University Press.
- Soja, E.W. (2013). My Los Angeles: From Urban Restructuring to Regional Urbanization. Berkeley: University of California Press

## Verdere literatuur
- Stuart Aitkin, Review of Thirdspace, in: Geographical Review, Vol. 88(1), pp. 148–151
- Book Review Forum. On Thirdspace: Journey to Los Angeles and Other Real-and-Imagined Places, in: Annals of the Association of American Geographers, 89(2), 1999, pp. 338–353. Hierin kritische beschouwingen van Deborah Dixon, Patricia Price, Andy Merrifield, Rob Shields en een reactie van Edward Soja
- Richard Bedford, Review of Thirdspace in: New Zealand Geographer, 54(2) 1998, p. 49
- Michael Dear, Review of Soja, E.W. 1989: Postmodern geographies: the reassertion of space in critical social theory, Annals of the Association of American Geographers, Vol 80, 4, 1990, pp. 649–654
- Derek Gregory, Geographical Imaginations, Blackwell, Cambridge, 1994
- Robert B. Kent, Review of My Los Angeles: From Urban Restructuring to Regional Urbanization. in: Geographical Review, Vol. 105(4), 2015, pp. 631–633
- Alan Latham, Edward W. Soja in: Rob Kitchin and Phil Hubbard (eds), Key Thinkers on Space and Place, Sage Publications, 2011, pp. 380–386
- Jaap Lengkeek, De wereld in lagen. Sociaal-ruimtelijke analyse nader verklaard, inaugurele rede, Wageningen Universiteit, 2002
- Mark Purcell, Review of Seeking Spatial Justice, in: Annals of the Association of American Geographers, Vol. 101(3), 2011, pp. 690–702
- Tim B. Rogers, Henri Lefebvre, Space and Folklore, Ethnologies 241 (2002), pp. 21–44
- David Slater, Geography and Underdevelopment, Antipode, Vol. 5 (3), 1973, pp. 21–32
- Soja, E.W. 1989: Postmodern geographies: the reassertion of space in critical social theory. Londen: Verso. Commentary 1 by Elspeth Graham; Commentary 2 by Barney Warf; Author’s response: writing geography differently, in: Progress in Human Geography, 30, 6 (2006), pp. 812–820
- Sharon Zukin, Landscapes of Power. From Detroit to Disney World. University of California Press, Berkeley, Los Angeles en Londen, 1991

- Bibsys: 90055314
- Biblioteca Nacional de España: XX1048856
- Bibliothèque nationale de France: cb12282940n (data)
- Catàleg d'autoritats de noms i títols de Catalunya: 981058514538606706
- CiNii: DA03331933
- Gemeinsame Normdatei: 132861283
- International Standard Name Identifier: 0000 0001 2018 3359
- Library of Congress Control Number: n50016658
- Bibliotheek van het Japanse parlement: 00944383
- Nationale Bibliotheek van Tsjechië: mub2011642431
- Nationale Bibliotheek van Israël: 987007463307605171
- Nationale en Universitaire bibliotheek Zagreb: 000261464
- Nederlandse Thesaurus van Auteursnamen: 069484139
- Système universitaire de documentation: 031655289
- Virtual International Authority File: 76379079
- WorldCat: E39PBJtCBgjDd9myQ3TDxvwwG3